# Mandolin

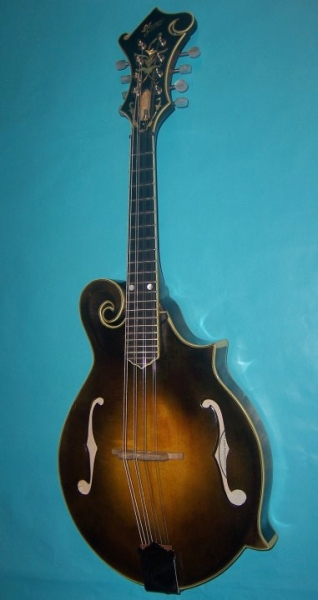
Đàn măng-đô-lin

Mandolin (tiếng Ý: mandolino) hay còn gọi là mandoline hoặc măng cầm là loại nhạc cụ đàn có tám dây. Đàn phát ra âm thanh bằng cách gảy dây đàn,cho âm thanh có âm sắc hơi giống như đàn zither ở quãng cao. Đây là loại đàn cổ. Loại phổ biến nhất của mandolin, được thiết kế đầu tiên tại Naples và có tám dây. Đàn làm bằng gỗ và có một cần đàn với các phím đàn.

## Mandolin điện

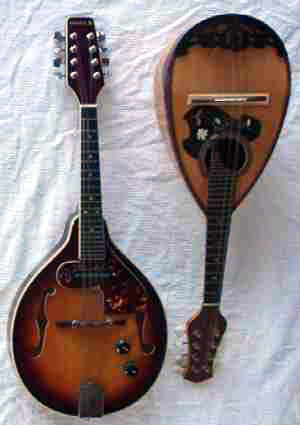
Mandolin điện (trái) và mandolin truyền thống

Đàn mandolin điện là một nhạc cụ được điều chỉnh và chơi như đàn mandolin và được khuếch đại theo kiểu tương tự như đàn guitar điện. Cũng như guitar điện, mandolins điện có nhiều dạng. Phổ biến nhất là một nhạc cụ tám dây trên cùng được chạm khắc được trang bị một bộ bán tải điện theo kiểu tương tự như nhiều cây đàn guitar bán acoustic dạng vòm. Các mandolins thân rắn thường có ở dạng 4 - 5 và 8 dây. Mandolin điện cũng tồn tại ở nhiều hình dạng.